# Lower Pearls
Lower Pearls ist eine Siedlung im Parish Saint Andrew im Osten von Grenada.

## Geographie
Die Siedlung liegt am Unterlauf des River Simon zwischen Grenville (S) und Upper Pearls (N). 
Im Ortsgebiet lag der ehemalige Flughafen Grenada-Pearls. Im Umkreis liegen die Siedlungen Dunfermline und Simon.